# Christian Georges Kohlrausch
Pour les articles homonymes, voir Kohlrausch.
Christian Georges Kolhrausch (1851 - 1934), fils de Friedrich Ernst Wolf Kohlrausch et frère d’Ernst Kohlrausch fut un membre actif du Turnverein et un pédagogue de la gymnastique qui introduisit une conception nouvelle, dite "gymnastique de Magdebourg', fondée sur l'introspection, la perception interne du corps et fortement inspirée du yoga.

## Œuvres
- La gymnastique allemande, Edition : Magdbeburg, Verlag von Friese Fuhrmann, (1er janvier 1908), ASIN : B0029VB6XS